# Shmuel Schneersohn

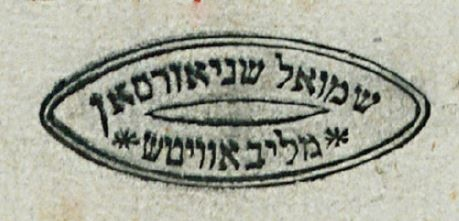
Pieczęć rabina Shmuel Schneersohn

Shmuel Schneersohn (także Rabbi Shmuel lub Maharash; 1834–1882) – czwarty rabin wspólnoty Chabad-Lubawicz od 1866 roku. Był synem rabiego Menachema. W trakcie sprawowania funkcji rabina zaangażowany był w zwalczanie antysemityzmu i rozszerzanie działalności Chabad na całą Rosję i niektóre inne kraje europejskie (Niemcy, Francja), co wiązało się z licznymi podróżami.